# Nguyễn Thị Hồng Minh
Nguyễn Thị Hồng Minh (sinh 1951) là đại biểu Quốc hội Việt Nam khóa 11, thuộc đoàn đại biểu An Giang. Bà là đại Biểu Quốc hội các khóa VII, VIII, IX và XI, thứ trưởng Bộ Thủy Sản (1994-2007), Trưởng ban Đổi mới Doanh nghiệp Nhà nước Bộ Thủy sản. Một trong những người sáng lập và là chủ tịch trong 6 năm đầu tiên của Hiệp Hội Chế biến và Xuất khẩu Thủy sản Việt Nam (VASEP), Sáng lập Hội Chợ Vietfish International. Tiên phong trong việc quản lý theo chuỗi, mở rộng thị trường bằng việc đáp ứng các tiêu chuẩn quóc tế, phát triển dựa trên nghề cá nhân dân và đồng quản lý. Sau khi nghỉ hưu năm 2007, bà tham gia Ban Thường vụ Hội Người Cao tuổi Việt Nam (2006-2010), sáng lập công tyTraceverified chuyên cung cấp dịch vụ Truy xuất nguồn gốc cho thực phẩm.
Hiện là Chủ tịch Hiệp Hội Thực Phẩm Minh bạch.
Bà đồng thời là thành viên Liên Minh Nông nghiệp Việt Nam.

## Sự nghiệp
Năm 1975, bà Nguyễn Thị Hồng Minh tốt nghiệp Đại học Công nghiệp cá ở Liên Xô. Sau khi về Việt Nam, bà Hồng Minh nhận nhiệm vụ tại phòng kỹ thuật công ty xuất nhập khẩu ở quê nhà Cần Thơ. Năm 1977, bà kết hôn rồi theo chồng về Cà Mau với công việc là ca Trưởng Nhà máy đông lạnh Cà Mau nay là Camimex. (1977-1990). Nhận nhiệm vụ Giám đốc từ năm 1988 bà đã đưa Nhà máy Đông lạnh Cà Mau từ thua lỗ liên tục trở thành doanh nghiệp làm ăn hiệu quả và nộp ngân sách cao nhất trong các cơ sở chế biên thủy sản tương tự tại Cà Mau. Năm 1990 chuyển về làm Phó Giám đốc Sở Thủy Sản Minh Hải, tại đây năm 1995 bà đã khởi xướng việc thành lập cơ quan khuyến ngư (lần đầu tiên tại Việt Nam) để cung cấp kiến thức và đào tạo nông dân nuôi trồng thủy sản trong tỉnh.
Là đại biểu Quốc hội các khóa 7,8,9 đại diện cho tỉnh Minh Hải, bà đã có nhiều phát đóng góp cho sự phát triển nông nghiệp/ thủy sản, là tiếng nói thẳng thắn có trách nhiệm trong đấu tranh chống tham nhũng, tiêu cực tại Quốc hội, đóng góp nhiều ý kiến cho việc xây dựng Hiến pháp năm 1992 (trách nhiệm của Chính phủ với việc quản lý tài sản tại các DN nhà nước), Luật Doanh nghiệp, Luật Thương mại, Luật Thủy Sản...
Năm 1994 Thủ tướng Võ Văn Kiệt đã bổ nhiệm bà giữ nhiệm vụ Thứ trưởng Bộ Thủy Sản (1994-2007). Phụ trách lĩnh vực Hợp tác quốc tế, Xuất khẩu, An toàn vệ sinh Thục Phẩm và Đổi mới Doanh nghiệp Nhà nước, bà đã góp phần quan trọng vào việc đưa thủy sản Việt Nam đáp ứng các tiêu chuẩn cao của EU, nhờ đó xuất khẩu thủy sản thành công sang thị trường các nước phát triển (EU, Mỹ, Nhật...).
Là người sáng lập Hiệp hội Chế Biến và Xuất khẩu Thủy sản Việt Nam (VASEP, 1998- nay) đồng thời là Chủ tịch nhiệm kỳ I, bà đã cùng với Ban Lãnh đạo VASEP đưa tổ chức này trở thành đại diện tin cậy của doanh nghiêp Hội viên, là đối tác quan trọng của nhiều tổ chức quốc tế và của Chính phủ. Cho đến nay, VASEP đóng vai trò quan trọng trong việc đấu tranh với các rào cản kỹ thuật bất hợp lý và hỗ trợ doanh nghiệp trong các vụ kiện bán phá giá.
Năm 2002, bà tiếp tục được bầu làm Đại biểu Quốc hội khóa 11, đại biểu tỉnh An Giang, tỉnh trọng điểm của nghề nuôi cá tra xuất khẩu của Việt Nam.
Sau khi nghỉ hưu năm 2007, bà tham gia Ban Thường vụ, Trưởng Ban Đối Ngoại Hội Người Cao Tuổi Việt Nam (2007-2010) góp phần đưa nhiêu dự án hỗ trợ người cao tuổi;
Tổng Giám đốc cồng ty cổ phần VDA (2007-2008); Chủ tịch Hội đồng Quản trị Công ty CP Sắc Ký Hải Đăng (SKHD, 2008-2015), Chủ tịch HĐQT công ty CP Giải pháp và Dịch vụ Truy Xuất Nguồn gốc điện tử (TraceVerified 2016- nay), Chủ tịch Hiệp Hội Thực Phẩm Minh Bạch (2017-nay)

## Khen thưởng
Huân chương Độc lập hạng hai,Huân chương Lao động hạng ba.

## Câu nói
-Liên quan đến sự việc Chi Cục An toàn thực phẩm tỉnh Quảng Trị công bố thông tin phát hiện phenol là chất cực độc tuyệt đối cấm không có trong thực phẩm trong mẫu cá nục
- "... với hàm lượng 0,037 mg/kg Phenol có trong cá nục, thì một người dân bình thường phải ăn tới khoảng 1,5 tấn cá này trong 1 ngày mới bị ảnh hưởng"